# Pilosocereus flavipulvinatus
Pilosocereus flavipulvinatus là một loài thực vật có hoa trong họ Cactaceae. Loài này được (Buining & Brederoo) F. Ritter miêu tả khoa học đầu tiên năm 1980.